# 法服貴族 (フランス)
法服貴族（ほうふくきぞく、仏: Noblesse de robe）とは、アンシャン・レジーム下のフランスにおける、司法もしくは行政上の官職を保持することによって身分を保証された貴族のことである。
爵位と違い、官職それ自体は規則上彼らに貴族としての地位を与えるわけではなかった（同時に爵位も保有する場合はあった）。しかし、実際には官職と特別な地位とが結びついていることがほとんどであり、売官制を利用して官職を購入し、法服貴族の列に加わる者が絶えなかった。官職はしばしば世襲され、1789年にはほとんどの法服貴族が自身の地位を相続によって得ていた。彼らのうち最大の影響力を持ったのは、13の高等法院（パルルマン）に属する1100人の司法官であった。
本質的には文官である法服貴族は、騎士階級の末裔として地位を保証され、軍務を担った「帯剣貴族（仏: noblesse d'épée）」とは区別されたが、両者はともにフランス革命以前の第2階級を構成した。

## 起源
法服貴族(特に司法官)は多くが大学で学んだために、学位授与式で着るローブやガウンにちなんで「ローブの貴族」という呼称が生まれた。
元来、官職に伴う地位は国王への奉仕に対する報酬として与えられるものであったのが、次第に（十分な執務能力を持った者に対して）金銭で売買されるものとなっていった。この慣行はポーレット法で公認され、購入した地位を世襲するために官職保持者はポーレット税を支払うことを義務付けられた。父から子への世襲の過程で、彼らの間にはしばしば階級意識が芽生えていった（貴族の間では、長男には法服貴族なり帯剣貴族なりのキャリアを積ませ、次男や三男は僧侶にするのが一般的であった）。法服貴族の地位は軍務の奉仕とも土地の支配とも無関係なため、帯剣貴族からは下に見られたが、高等法院の司法官のようなエリート法服貴族は、帯剣貴族との平等を求めて争った。
本来、金銭によって入手できる法服貴族の地位は比較的獲得が容易なものであった。17世紀には、高等法院の評議員の官職は10万リーブルで販売されたが、18世紀半ばには官職の濫造によってこの価格は半分になった。一方17世紀以後、国王への奉仕の報酬として（本来の方法で）地位を獲得した法服貴族の子孫たちは、彼らの階級への新参者を制限しようとした。深刻な財政難に悩まされた国王が、歳入を増やす目的で大量の官職を濫造しようとした際に、法服貴族は強く反発した。
これにより、司法関係の官職から貴族の地位を獲得することは18世紀以降ほぼ不可能になったが、他の官職の販売は続いた。たとえば、「国王秘書参事官」（secrétaire-conseiller du roi）になれば即座に貴族の地位を得られ、20年経てば子に相続することも可能になった。この官職は決して安いものではなかった（1773年には12万リーブル）が、何の必要条件も義務もない形だけの楽な官職であったので、以前からの貴族は「庶民の石鹸」（savonette à vilain）と呼んで見下した。
新しく貴族になったばかりで何の爵位も持たない者は、官職と同様に投資商品として販売された男爵領や子爵領といった封建領地を購入し、領地の名称を自身の姓に付け加える必要があった。たとえば、農民の子であったが一代で財を成したアントワーヌ・クロザは、1714年に20万リーヴルでティエール男爵領を購入している。一部の地域では、そうした新しい男爵や子爵は地方三部会への登録が義務付けられたが、三部会側に登録を拒否されることもあった。

## 啓蒙主義とフランス革命
初期の啓蒙主義者であるシャルル・ド・モンテスキューに代表されるように、法服貴族はフランスの啓蒙主義の中で重要な役割を果たした。しかし、革命期の1790年に高等法院と下級裁判所が解体されると、法服貴族はその地位を失った。